# Fossdyke Canal
Fossdyke Canal är en kanal i Storbritannien.   Den ligger i riksdelen England, i den sydöstra delen av landet, 200 km norr om huvudstaden London.